# Terremoto de Hama de 1157
El terremoto de Hama de 1157 ocurrió el 12 de agosto después de un año de premoniciones. Su nombre fue tomado de la ciudad de Hama, en el centro-oeste de Siria (entonces bajo el dominio selyúcida), donde se produjeron la mayoría de las bajas. En el este de Siria, cerca del Éufrates, el terremoto destruyó el antecesor de la ciudadela Al-Rahba, y posteriormente reconstruida en el mismo sitio estratégico. El terremoto también afectó a iglesias y monasterios cristianos en las cercanías del Reino de Jerusalén.